# Myrinet
Myrinet, ANSI/VITA 26-1998, is een hogesnelheids-local-area-networkingsysteem ontwikkeld door Myricom met als doel het verbinden van meerdere systemen in een computercluster. Door de lagere protocol-overhead in vergelijking met andere netwerkstandaarden zoals ethernet biedt het een betere doorvoersnelheid, minder storing en minder vertraging tijdens het gebruik van de processor van het hostsysteem. Ook al kan het gebruikt worden in een traditionele omgeving, Myrinet wordt toch met name gebruikt voor applicaties die deze techniek herkennen en derhalve het besturingssysteem ontzien door deze niet te gebruiken bij het aanroepen van het netwerk.
Myrinet bestaat fysiek uit twee optische vezelkabels, een voor up- en een voor downstream, die aan de hostcomputers met één connector zijn aangesloten. De machines zelf zijn onderling verbonden door routers en switches met een lage overhead in tegenstelling tot het direct aan elkaar koppelen van systemen. Om fouten te voorkomen, bevat Myrinet een aantal fault-tolerance-eigenschappen, meestal ondersteund door de switches. Myrinet kent onder andere flow control, error control en "hartslag"-monitoring op elke aansluiting. De eerste generatie ondersteunde 512 Mbit/s in beide richtingen. Latere versies ondersteunen 1,28 Gbit/s en 2 Gbit/s.
Myrinets doorvoersnelheid ligt vrij dicht tegen de theoretische snelheid van de fysieke laag aan. Op de 2 Gbit/s-versie haalt Myrinet meestal 1,98 Gbit/s aan doorvoersnelheid: behoorlijk beter dan ethernet, waar de snelheid varieert van 0,6 tot 1,9 Gbit/s. Echter, voor supercomputers is de lage vertraging van Myrinet even belangrijk als de hoge doorvoersnelheid omdat, volgens Amdahls wet, een high-performance parallel systeem tegen een bottleneck aanloopt bij het langzaamste sequentiële proces, meestal de vertraging bij het versturen van informatie over het netwerk in vrijwel alle parallelle supercomputertaken.